# Rhododrilus rosae
Rhododrilus rosae är en ringmaskart som beskrevs av Lee 1959. Rhododrilus rosae ingår i släktet Rhododrilus och familjen Acanthodrilidae. Inga underarter finns listade i Catalogue of Life.